# Fruits et légumes
Pour les articles homonymes, voir Fruits et Légumes (roman).
Cet article possède un paronyme, voir légume-fruit.
 (juin 2009).

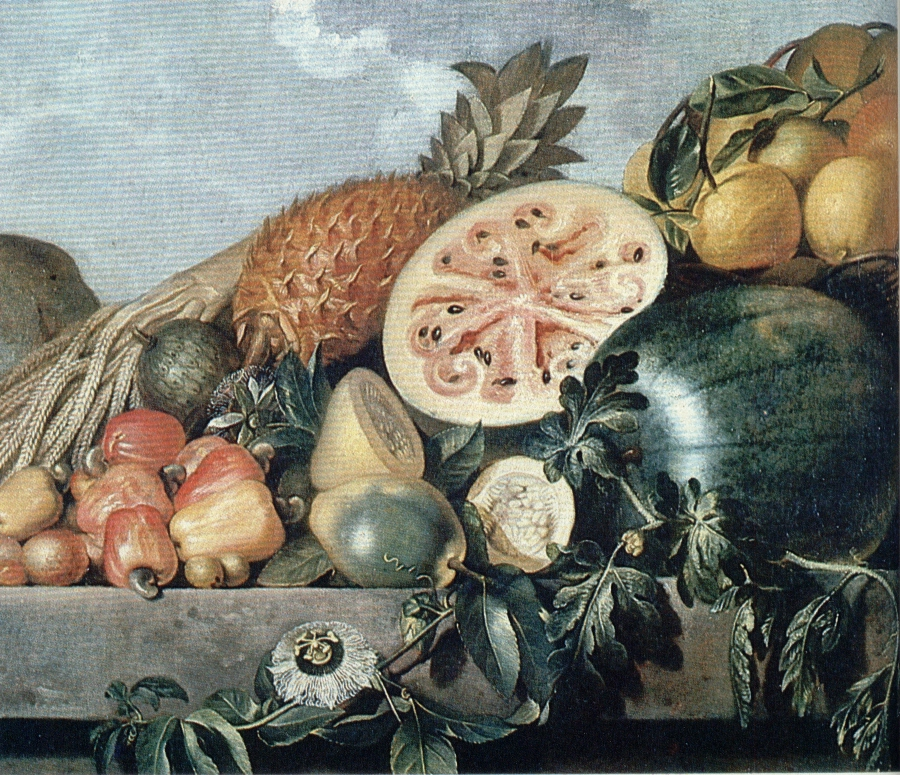
Fruits brésiliens, peints par Albert Eckhout au XVIIe siècle (1610-1665)

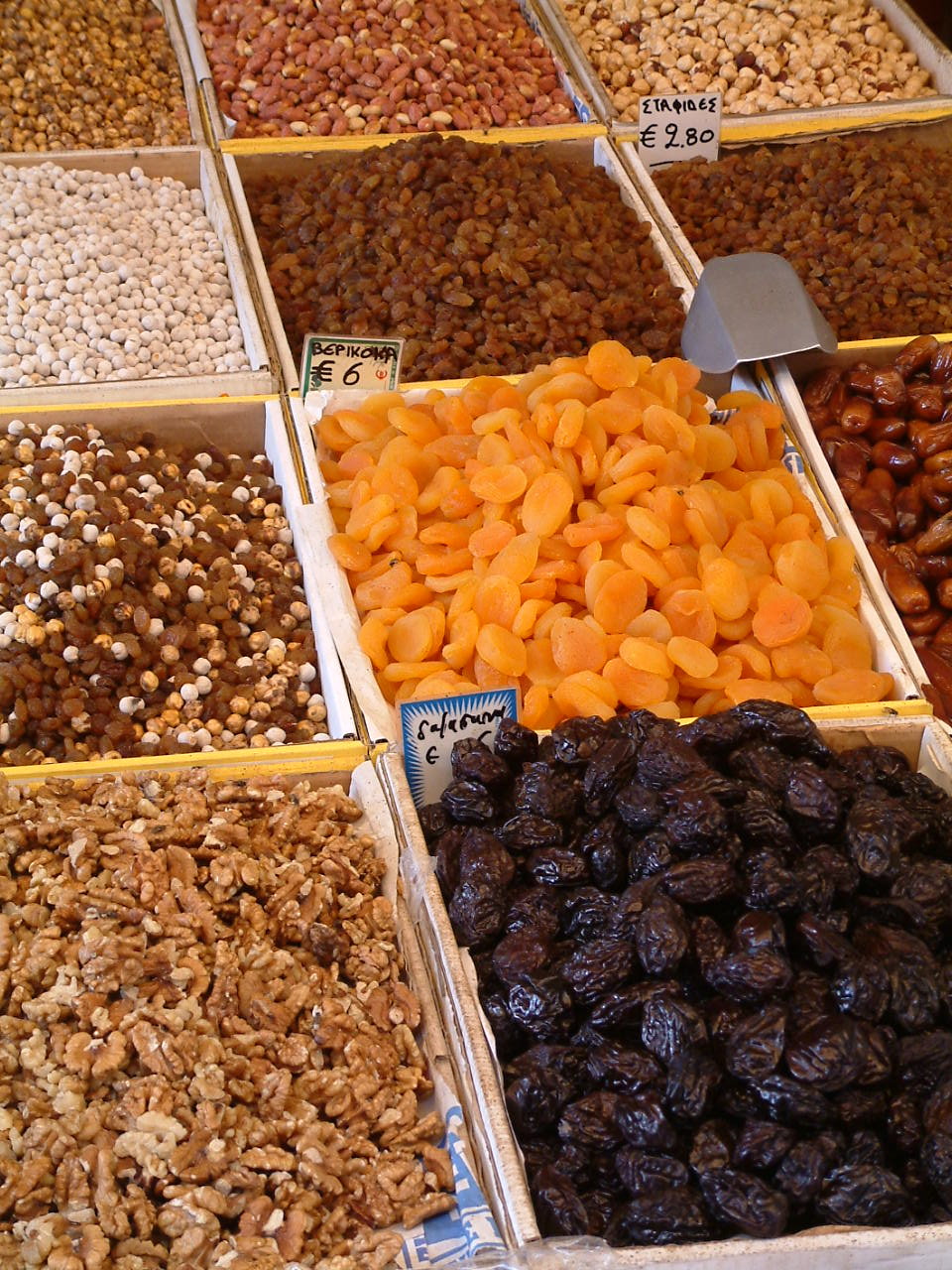
Certains fruits et légumes se conservent et se vendent secs

L'expression fruits et légumes désigne à la fois un secteur économique et une catégorie d'aliments.
Ce secteur économique a une grande importance commerciale. Il s'est fortement mondialisé depuis 40 ans avec le transport par bateau, train et même avion de tonnages croissants de fruits et de légumes (exotiques et locaux) d'un pays à l'autre.

## Statut juridique et commercial
Les variétés nouvelles sont encadrées par l'Union pour la protection des obtentions végétales (UPOV).
Les variétés anciennes de fruits et de légumes font l'objet depuis la convention de l'UPOV en 1961 de nombreux débats et polémiques, la législation des pays industriels et les lobbies semenciers ayant sous la justification d'amélioration végétale encouragé le brevetage et la protection de la propriété intellectuelle d'obtenteurs de variétés nouvelles (de plus en plus souvent hybrides et donc non reproductibles par l'agriculteur ou le jardinier), tout en faisant interdire la commercialisation des variétés (anciennes) non inscrites aux catalogues officiels.

## Histoire

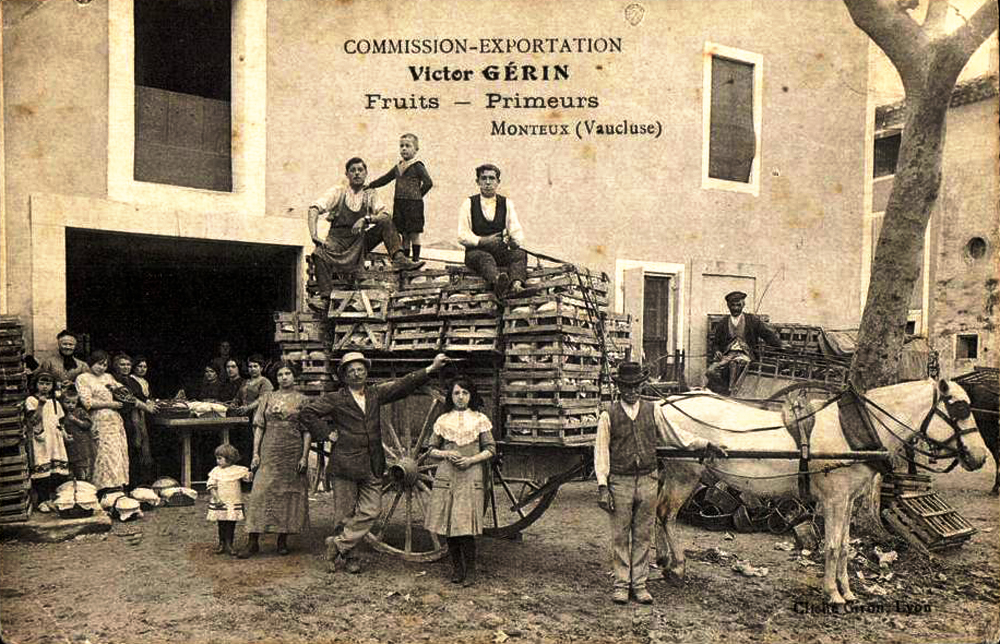
Expédition de fruits et légumes primeurs à Monteux au début du XXe siècle

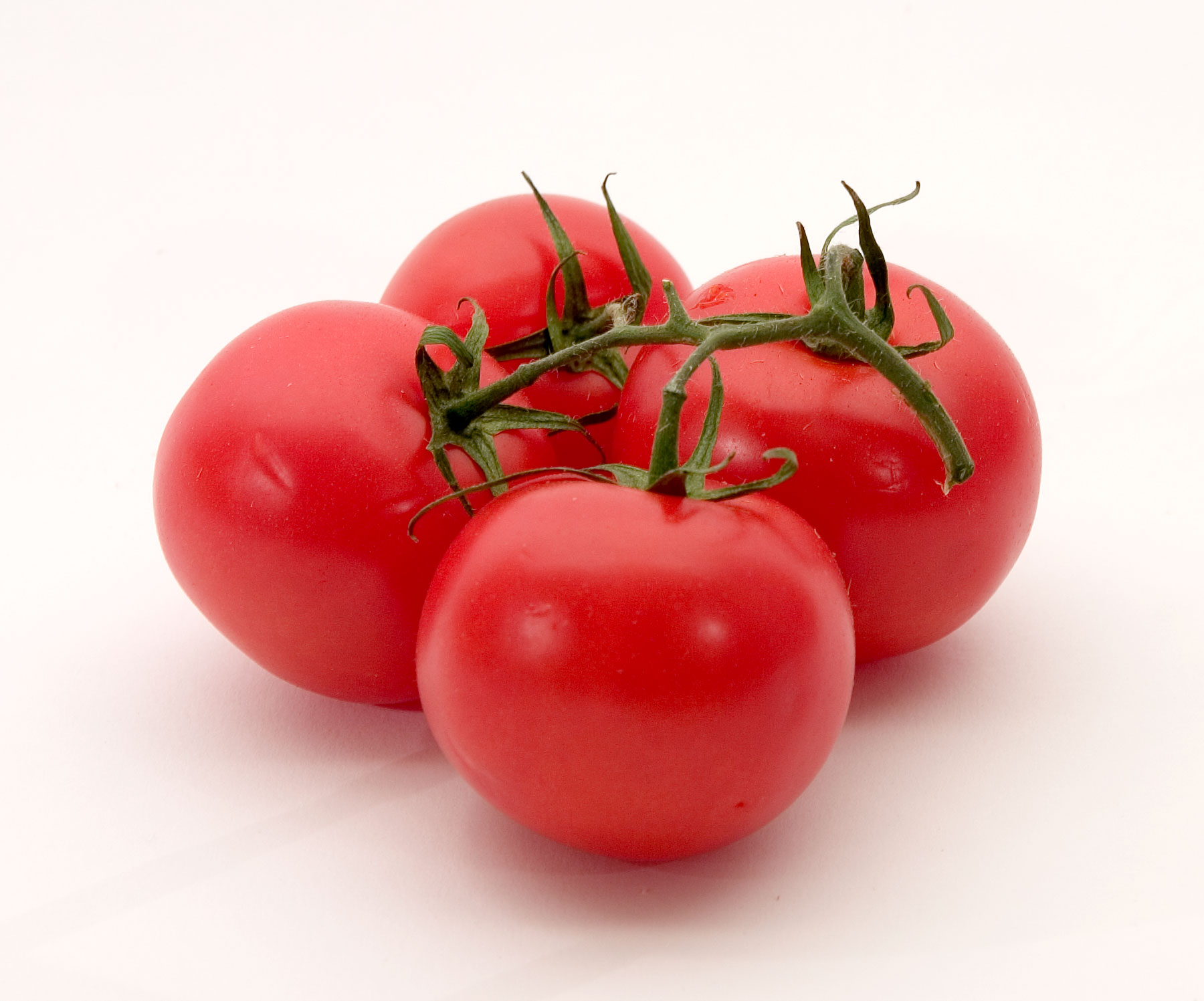
La tomate, originaire d'Amérique a conquis le monde, avec plusieurs milliers de variétés anciennes et quelques dizaines commercialisées en grandes surfaces, de plus en plus cultivées sous-serre et/ou hors-sol

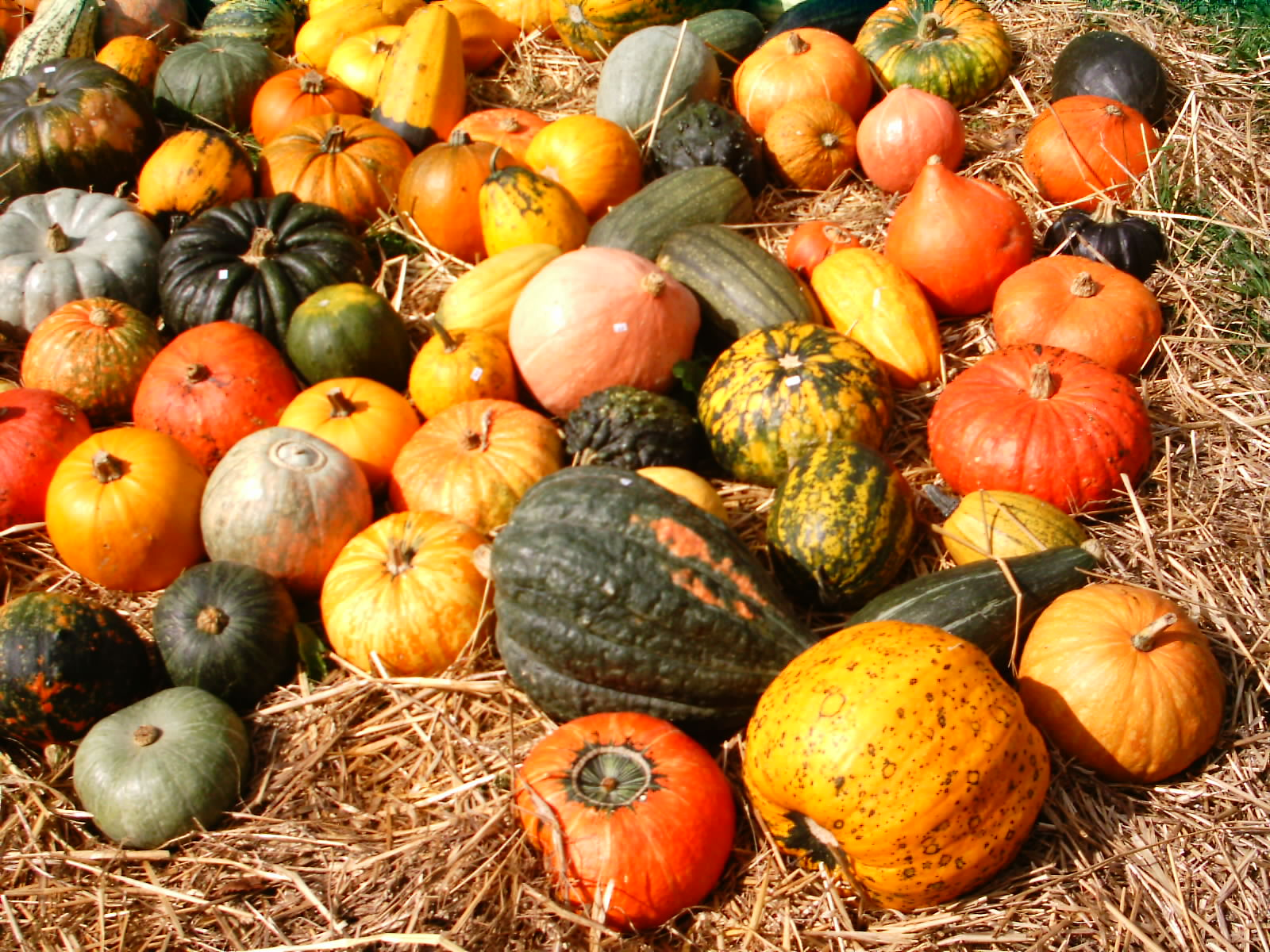
Les cucurbitacées sont des fruits, mais présentés comme des légumes. Il en subsiste une grande variété, bien qu'un petit nombre seulement soient largement commercialisés

Après la période coloniale et le développement de nouveaux moyens de conservation et transport, les pays du nord ont importé et rendu plus accessibles et moins chers de nouveaux fruits et légumes (bananes, orange en particulier), non sans impacts sociaux, sanitaires et écologiques en amont, et en aval liés à l'utilisation de pesticides (insecticides et fongicides surtout) et à la présence de résidus sur certains fruits et légumes notamment.
Après une période de forte standardisation induite par l'agriculture intensive et industrielle des derniers après-guerres, le public semble souhaiter retrouver les gouts et saveurs ainsi que la variétés des fruits et légumes anciens.
Alors que beaucoup de variétés sont déjà perdues, des conservatoires génétiques et d'autres organismes se sont créés pour protéger et perpétuer certaines espèces (pommes, poires, tomates, etc.), mais le contexte juridique existant ne permet que difficilement leur diffusion commerciale rentable, ce qui expliquerait leur faible présence sur les étals et une érosion poursuivie de leur diversité génétique.
Des ONG se sont spécialisées dans la défense de variétés anciennes, parfois avec l'aide de collectivités, parcs naturels régionaux, conservatoires, etc.

## Organisation de la profession en France

### Convention Collective
- La Convention Collective Nationale française régissant la profession se nomme Fruits et légumes (expédition et exportation).
- L'accord constitutif date du 17 décembre 1985 et son extension (validation par le Ministère du Travail) le 24 avril 1986, publication au JORF : le 8 mai 1986.
- Le n° de la brochure officielle est le 3233.
- Les partenaires sociaux signataires sont pour l'organisation patronale, l'Association nationale des expéditeurs et exportateurs de fruits et légumes (A.N.E.E.F.E.L.) et, pour les syndicats de salariés :
  - Fédération nationale C.F.T.C. des syndicats de l'alimentaire, du spectacle et des prestations de service
  - Fédération générale des travailleurs de l'agriculture, de l'alimentation, et des secteurs connexes (F.G.T.A. - F.O.)
  - Fédération nationale du personnel d'encadrement des industries et commerces agro-alimentaires (F.N.C.A. - C.G.C.) ;

### Codes APE dans la nomenclature d’activités française
- Pour les professions d’expédition et d’exportation de fruits et légumes, les codes APE dans la nomenclature d’activités française (NAF 2008) sont :
  - 10.39A : autre transformation et conservation de légumes ;
  - 10.39B : transformation et conservation de fruits ;
  - 46.31Z : commerce de gros (commerce interentreprises) de fruits et légumes.